# Melanoleuca
Melanoleuca Pat. (ciemnobiałka) – rodzaj grzybów należący do rzędu pieczarkowców (Agaricales).

## Charakterystyka
Naziemne grzyby saprotroficzne zbudowane z bezsprzążkowych strzępek. Wytwarzają owocniki podobne do gąsek, o suchych, higrofanicznych kapeluszach z blaszkowym hymenoforem. Blaszki hymenoforu są ubarwione biało lub jasnoochrowo, zbiegające lub zatokowato wycięte, o regularnej tramie. U niektórych gatunków występują wrzecionowate cystydy, z kryształkami na szczycie. Zarodniki ciemnobiałek mają pokrój eliptyczny, są pokryte drobnymi brodawkami, pozbawione pory rostkowej, a ich wysyp przeważnie biały, czasem różowy, amyloidalny. Oznaczanie wielu gatunków jest trudne i możliwe tylko przy użyciu mikroskopu.

## Systematyka i nazewnictwo
Pozycja w klasyfikacji według Index Fungorum: Incertae sedis, Agaricales, Agaricomycetidae, Agaricomycetes, Agaricomycotina, Basidiomycota, Fungi.
Nazwę polską podał Władysław Wojewoda w 1998 r. W polskim piśmiennictwie mykologicznym rodzaj ten opisywany był też jako ciemnogłówka lub gąsowniczka. Synonimy łacińskie: Melaleuca Pat., Psammospora Fayod
Gatunki występujące w Polsce:
- Melanoleuca adstringens (Pers.) Konrad 1927 – ciemnobiałka różowoblaszkowa
- Melanoleuca amica (Fr.) Singer 1943[6]
- Melanoleuca angelesiana A.H. Sm. 1944[7]
- Melanoleuca arcuata (Bull.) Singer 1935 – ciemnobiałka brązowomiąższowa
- Melanoleuca bataillei Malençon 1975[7]
- Melanoleuca brevipes (Bull.) Pat. 1900 – ciemnobiałka krótkotrzonowa
- Melanoleuca cognata (Fr.) Konrad & Maubl. 1927 – ciemnobiałka płowa
- Melanoleuca decembris Métrod ex Bon 1986[6]
- Melanoleuca exscissa (Fr.) Singer 1935 – ciemnobiałka jasnoszara
- Melanoleuca graminicola Kühner & Maire 1934 ciemnobiałka trawnikowa
- Melanoleuca grammopodia (Bull.) Murrill 1914 – ciemnobiałka prążkowanotrzonowa
- Melanoleuca heterocystidiosa (Beller & Bon) Bon 1984[6]
- Melanoleuca humilis (Pers.) Pat. 1900 – ciemnobiałka niska
- Melanoleuca kavinae (Pilát & Veselý) Singer 1936[6]
- Melanoleuca leucophylloides (Bon) Bon 1980[7]
- Melanoleuca melaleuca (Pers.) Murrill 1911 – ciemnobiałka ciemna
- Melanoleuca microcephala (P. Karst.) Singer 1935[6]
- Melanoleuca oreina (Fr.) Kühner & Maire 1934[6]
- Melanoleuca polioleuca (Fr.) Kühner & Maire 1934 – ciemnobiałka białoszara
- Melanoleuca rasilis (Fr.) Singer 1939[6]
- Melanoleuca resplendens (Fr.) Murrill 1914 – tzw. gąska żółtobiała
- Melanoleuca robertiana Bon 1990[6]
- Melanoleuca schumacheri (Fr.) Singer 1943 – ciemnobiałka szarawa
- Melanoleuca strictipes (P. Karst.) Jul. Schäff. 1951 – ciemnobiałka popękana
- Melanoleuca stridula (Fr.) Singer 1943 – ciemnobiałka bulwiastotrzonowa
- Melanoleuca subalpina (Britzelm.) Bresinsky & Stangl 1976 – ciemnobiałka subalpejska
- Melanoleuca subpulverulenta (Pers.) Singer 1939 – ciemnobiałka beżowoszara
- Melanoleuca substrictipes Kühner 1978[6]
- Melanoleuca verrucipes (Fr.) Singer 1939 – ciemnobiałka brodawkowanotrzonowa

Nazwy naukowe na podstawie Index Fungorum. Obejmuje on tylko gatunki zweryfikowane o potwierdzonym statusie. Wykaz gatunków i nazwy polskie według Władysława Wojewody (bez przypisów), oraz według internetowego rejestru gatunków (przypisy).

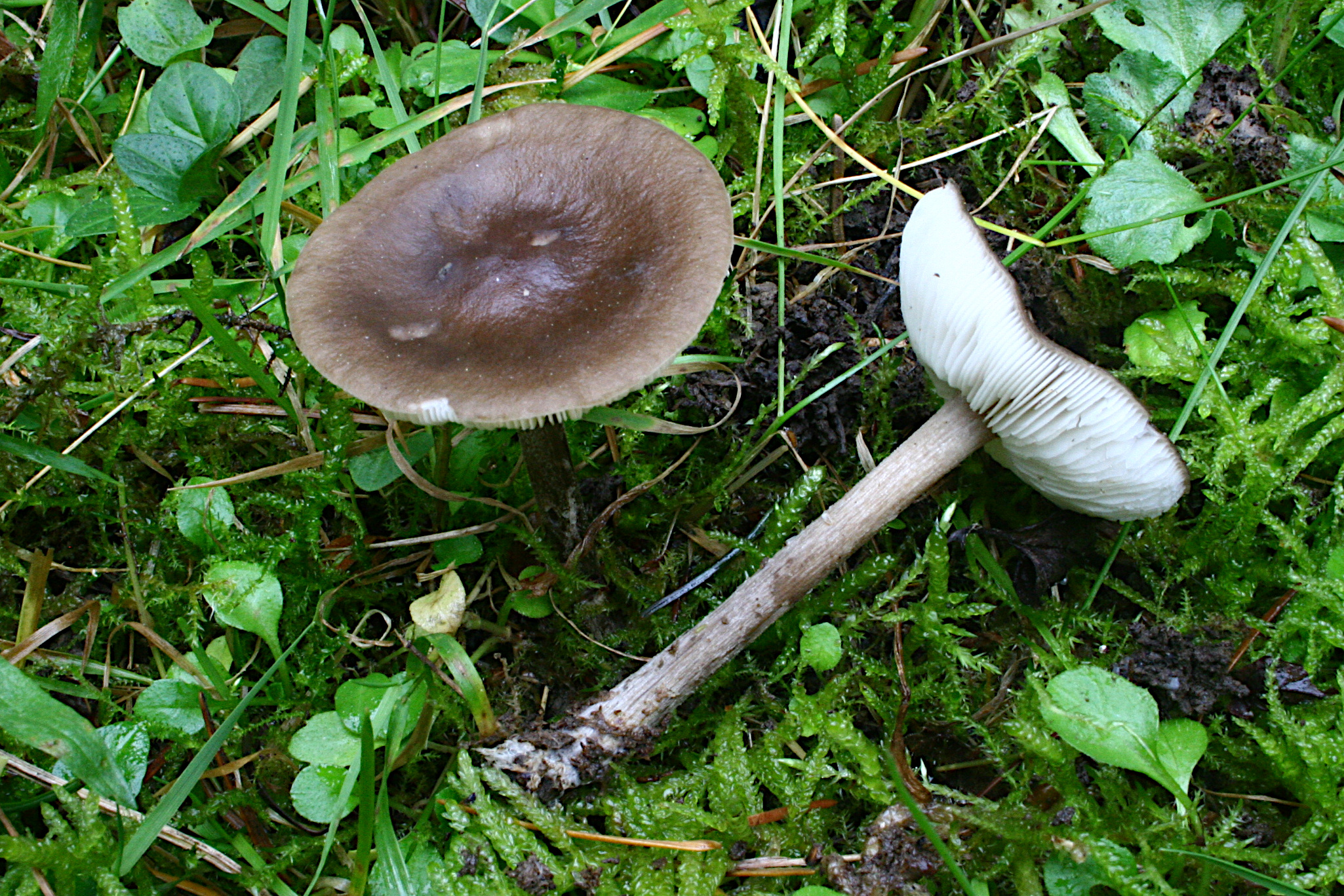
Ciemnobiałka białoszara
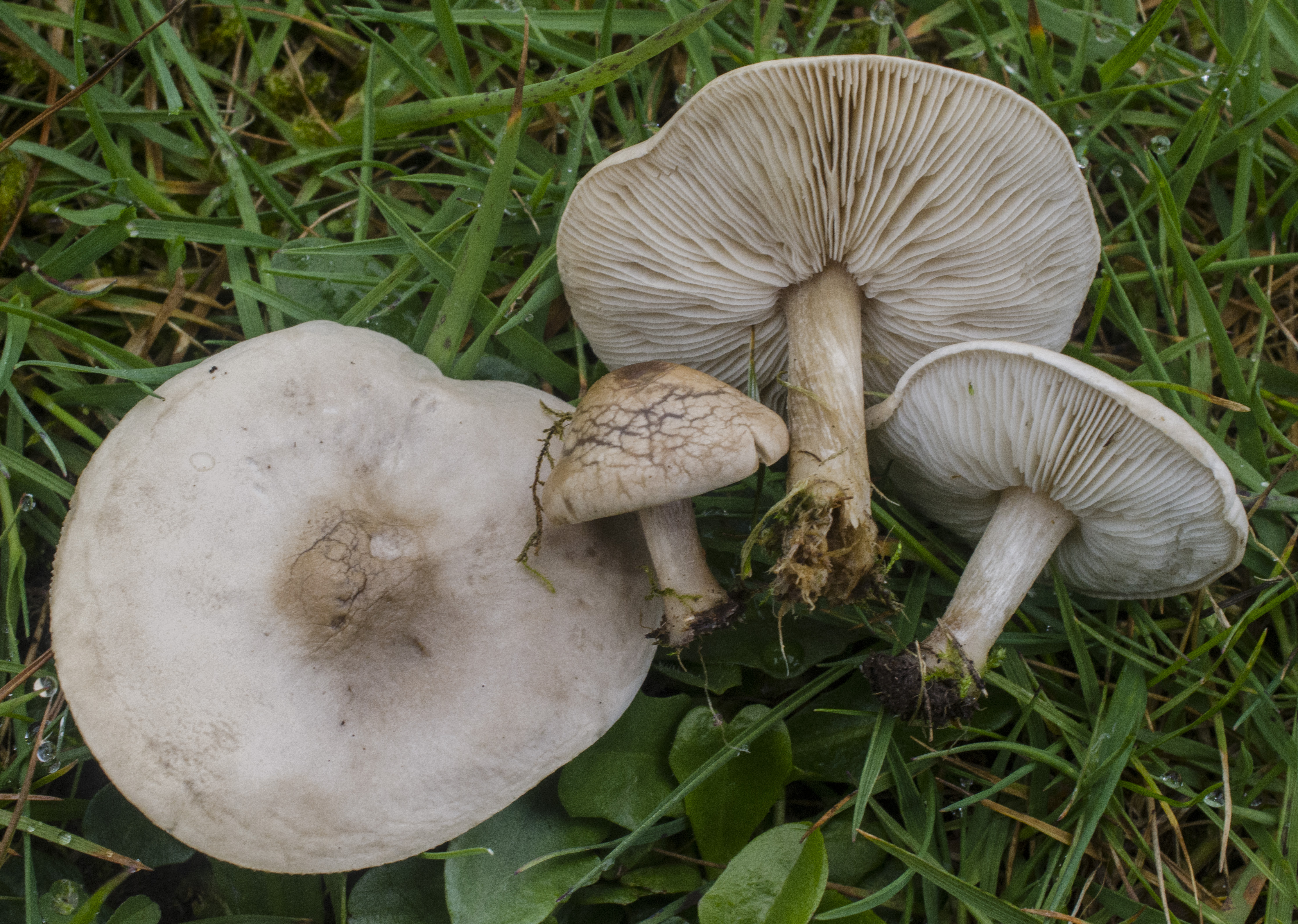
Ciemnobiałka beżowoszara
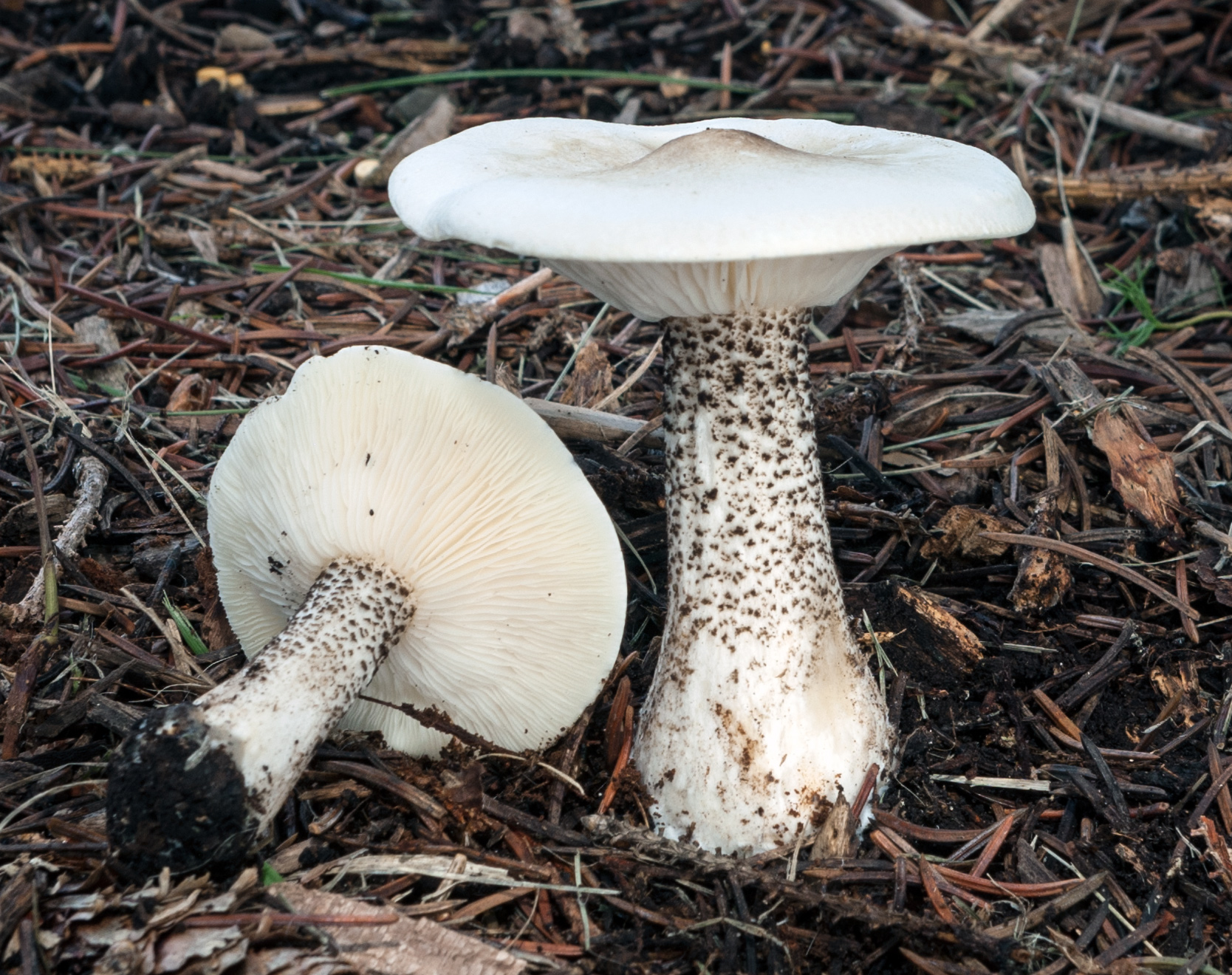
Ciemnobiałka brodawkowanotrzonowa
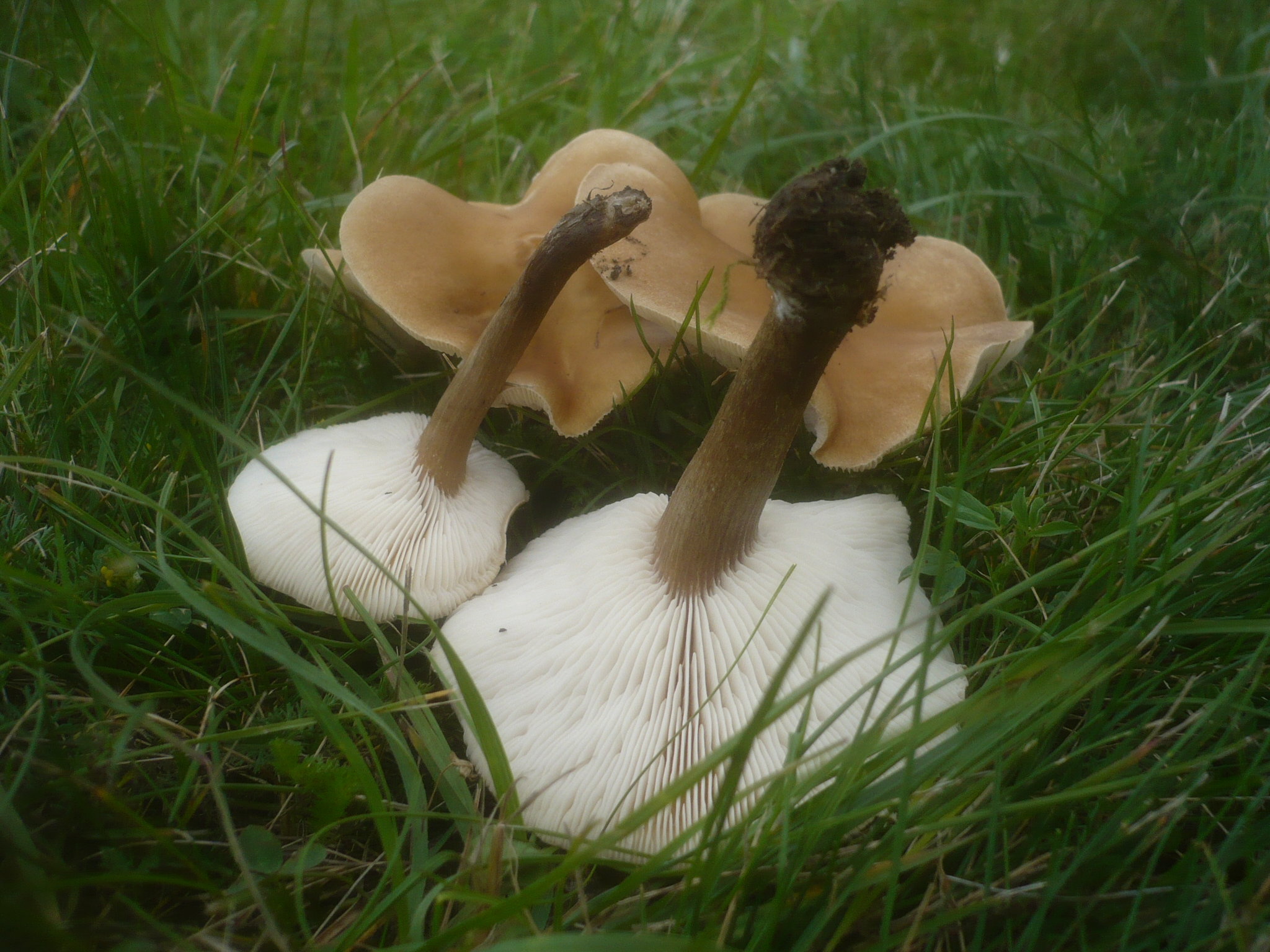
Ciemnobiałka bulwiastotrzonowa
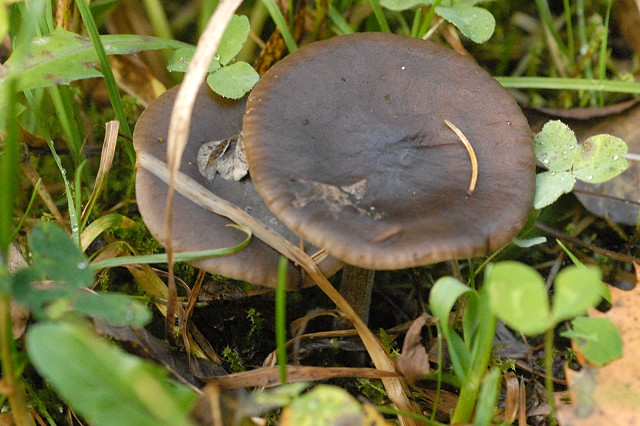
Ciemnobiałka ciemna
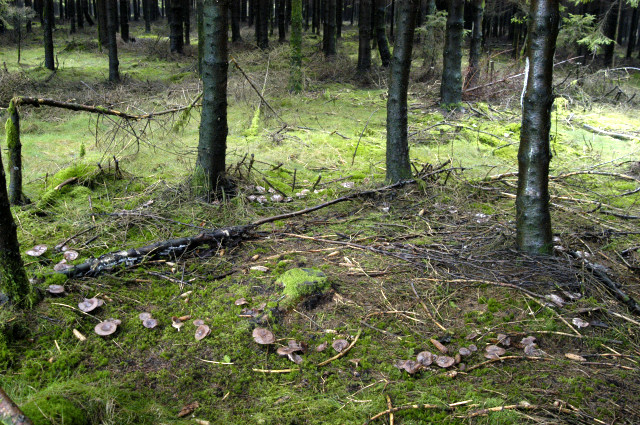
„Czarci krąg” ciemnobiałki krótkotrzonowej
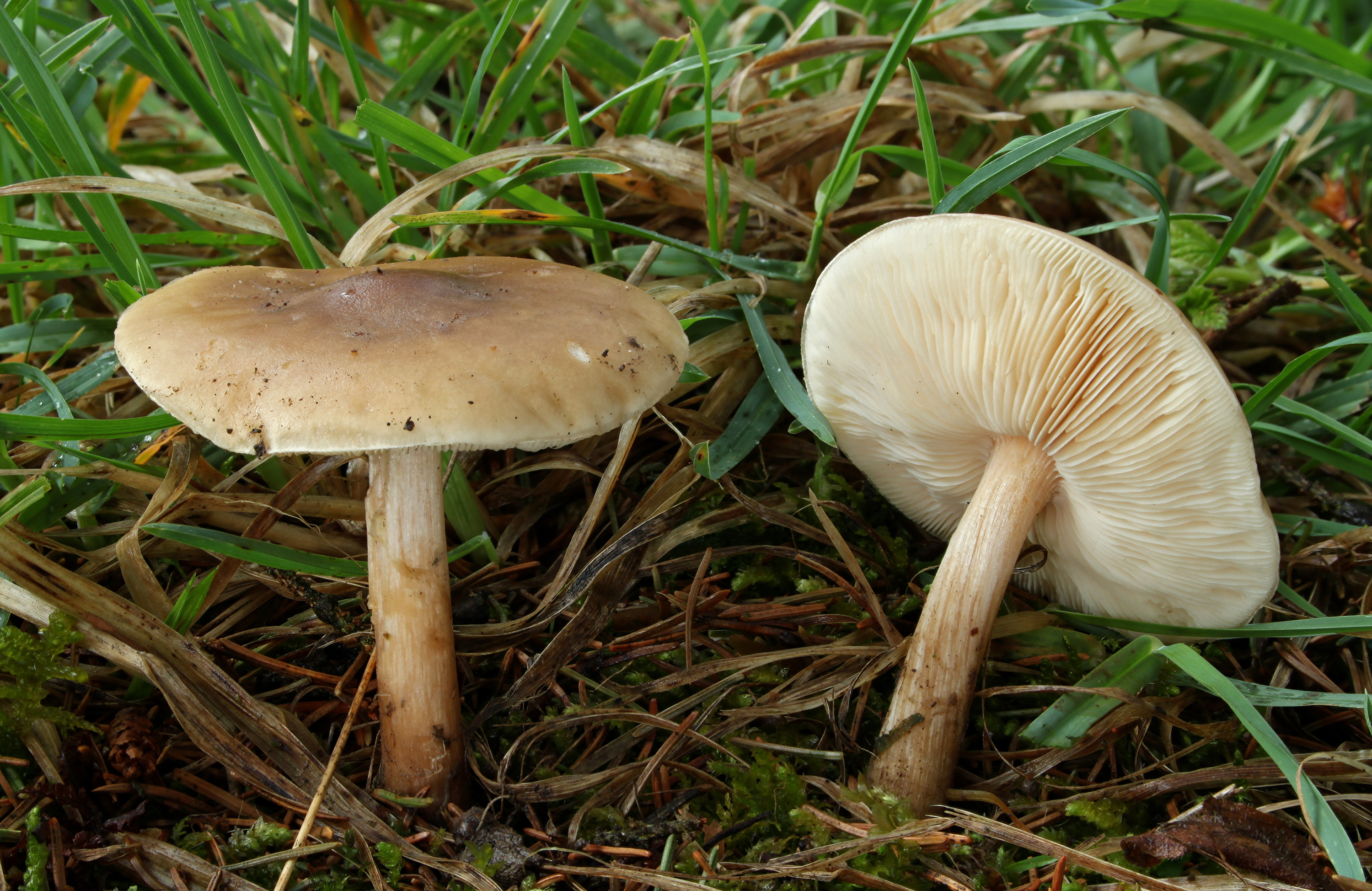
Ciemnobiałka płowa
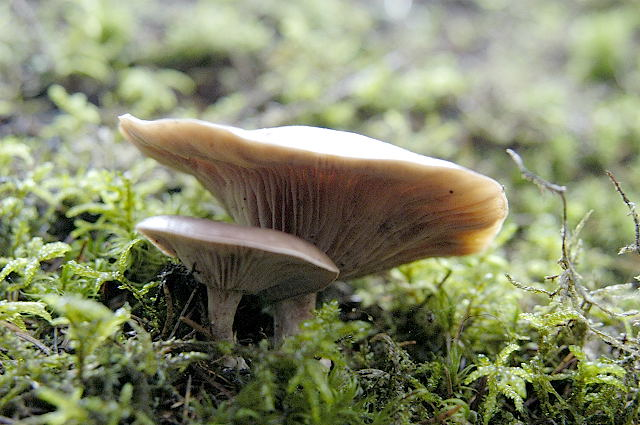
Ciemnobiałka krótkotrzonowa
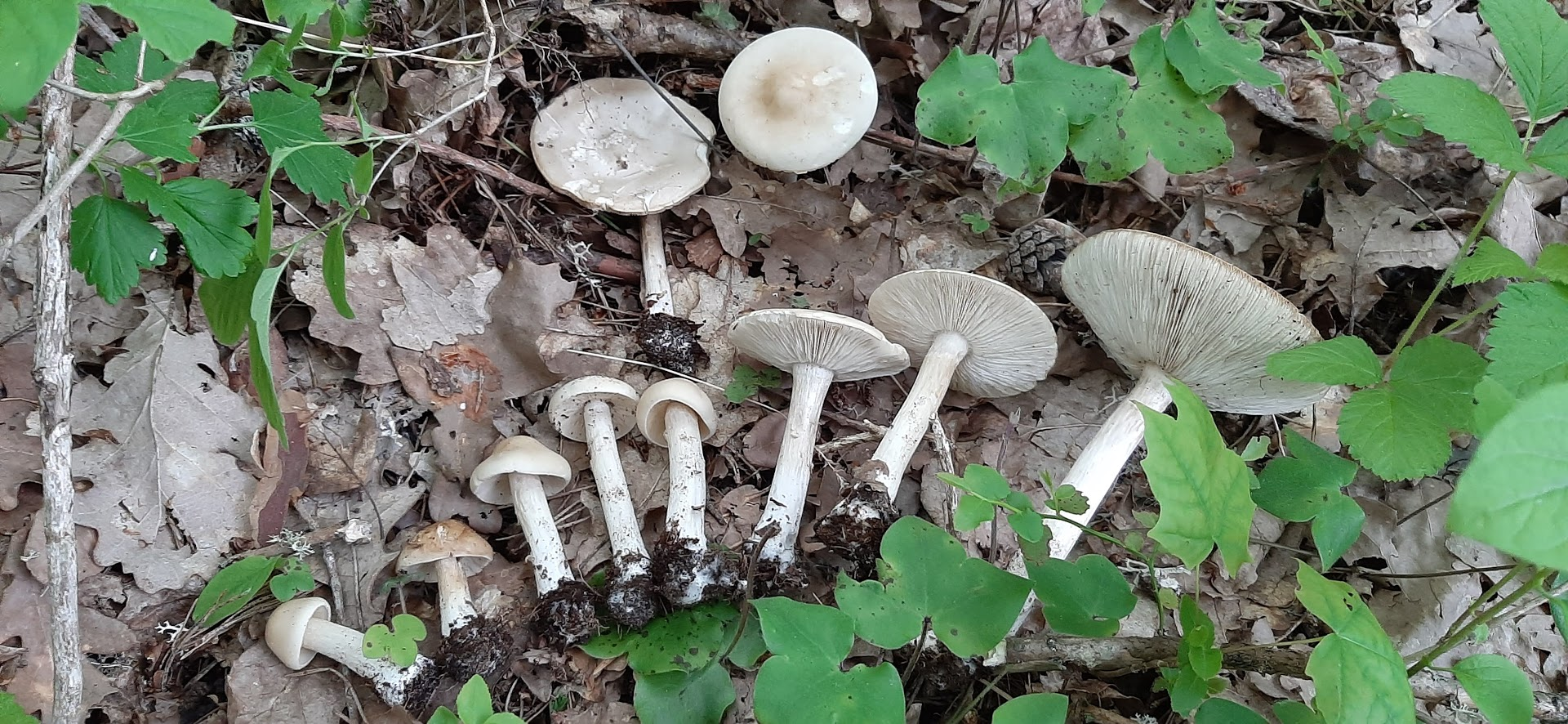
Ciemnobiałka popękana
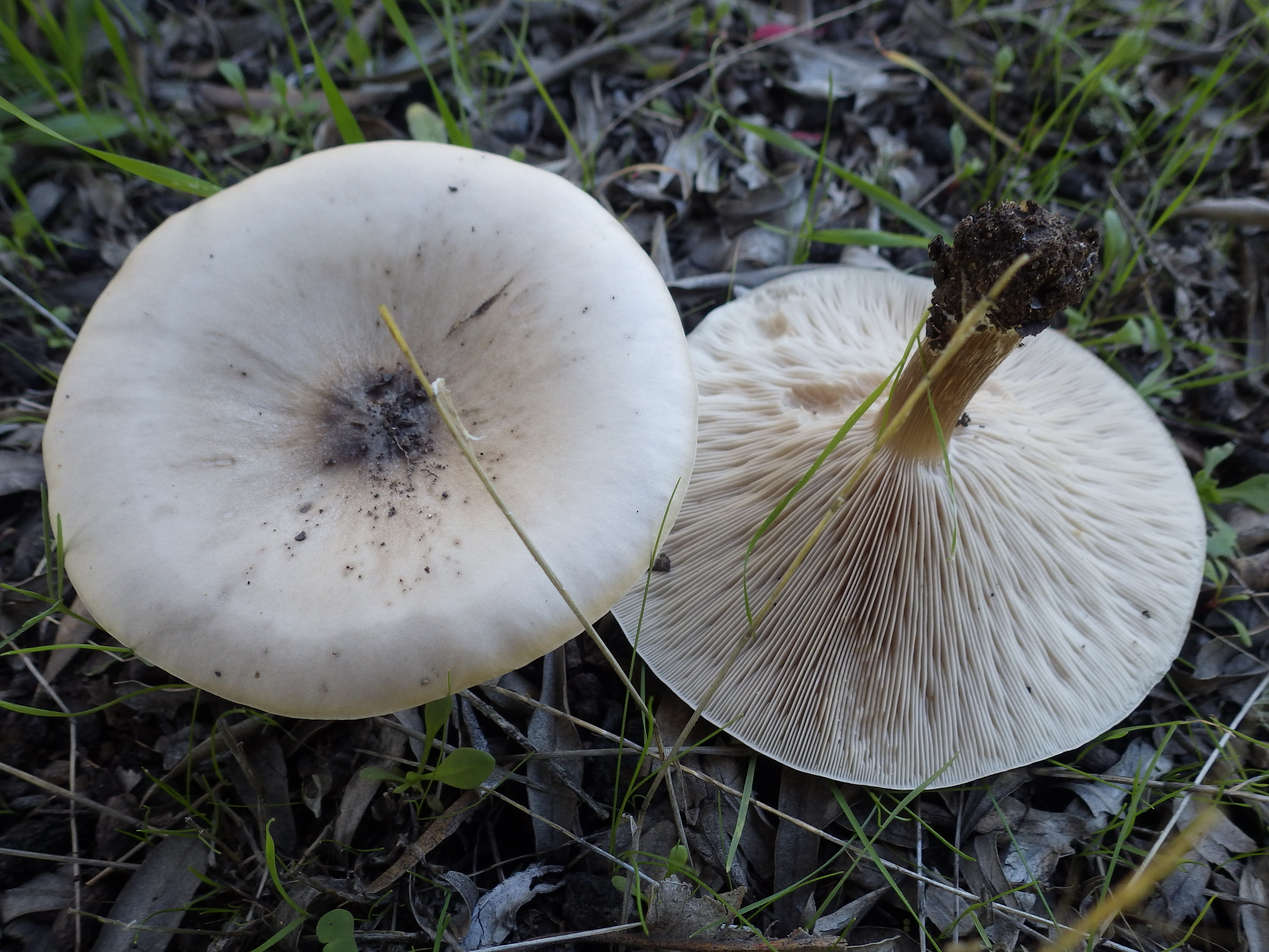
Ciemnobiałka prążkowanotrzonowa
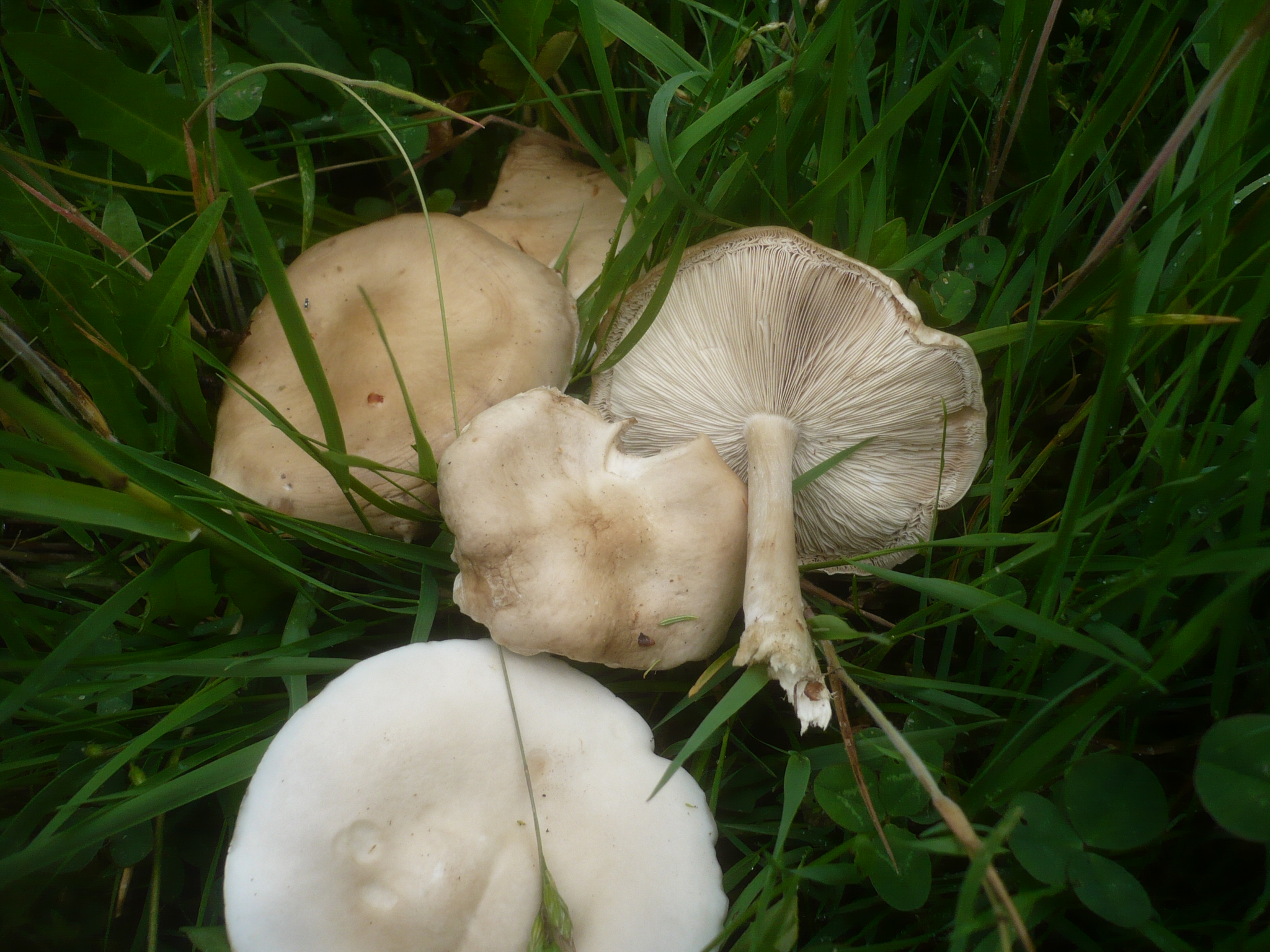
Ciemnobiałka subalpejska
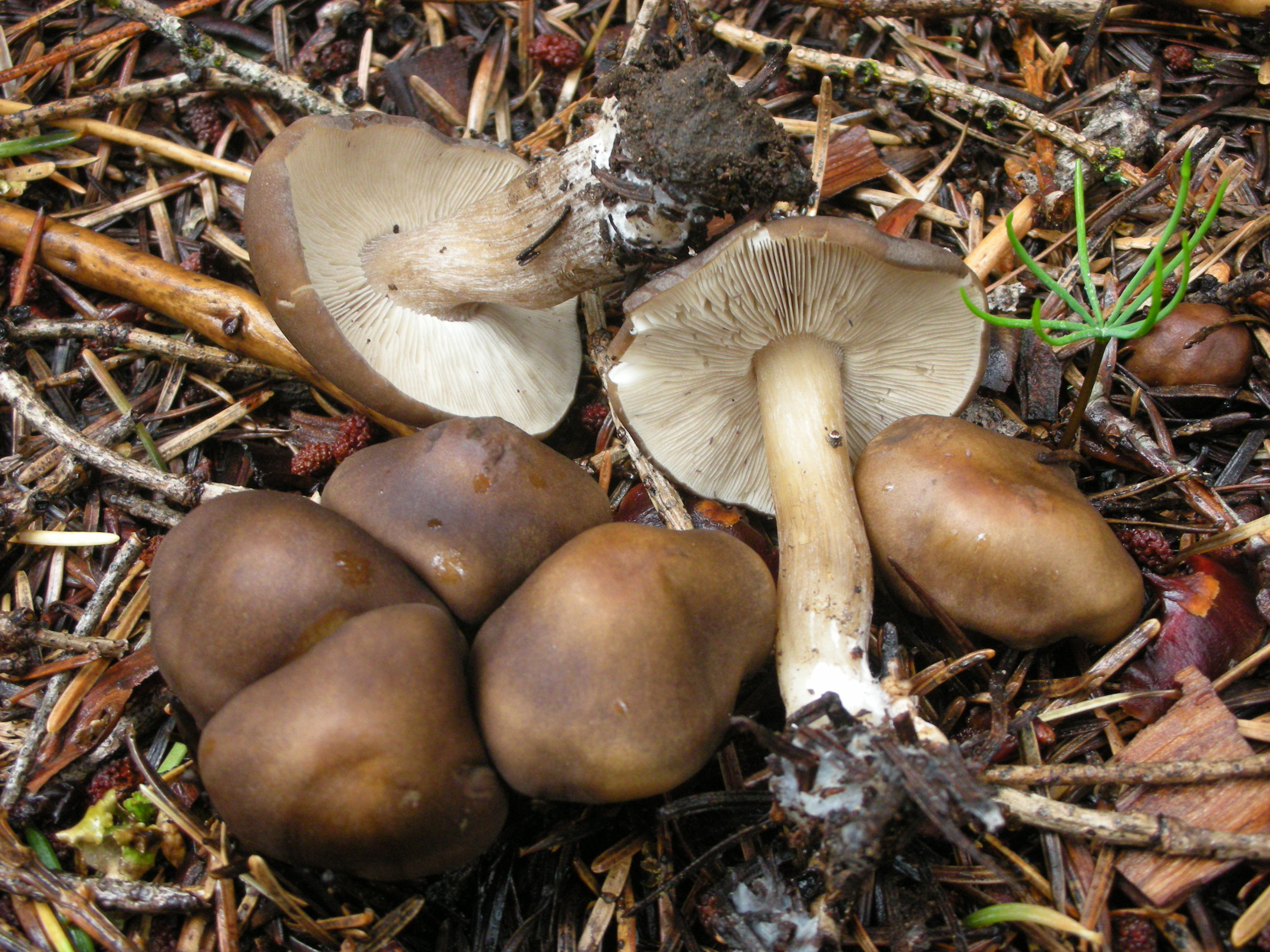
Melanoleuca angelesiana
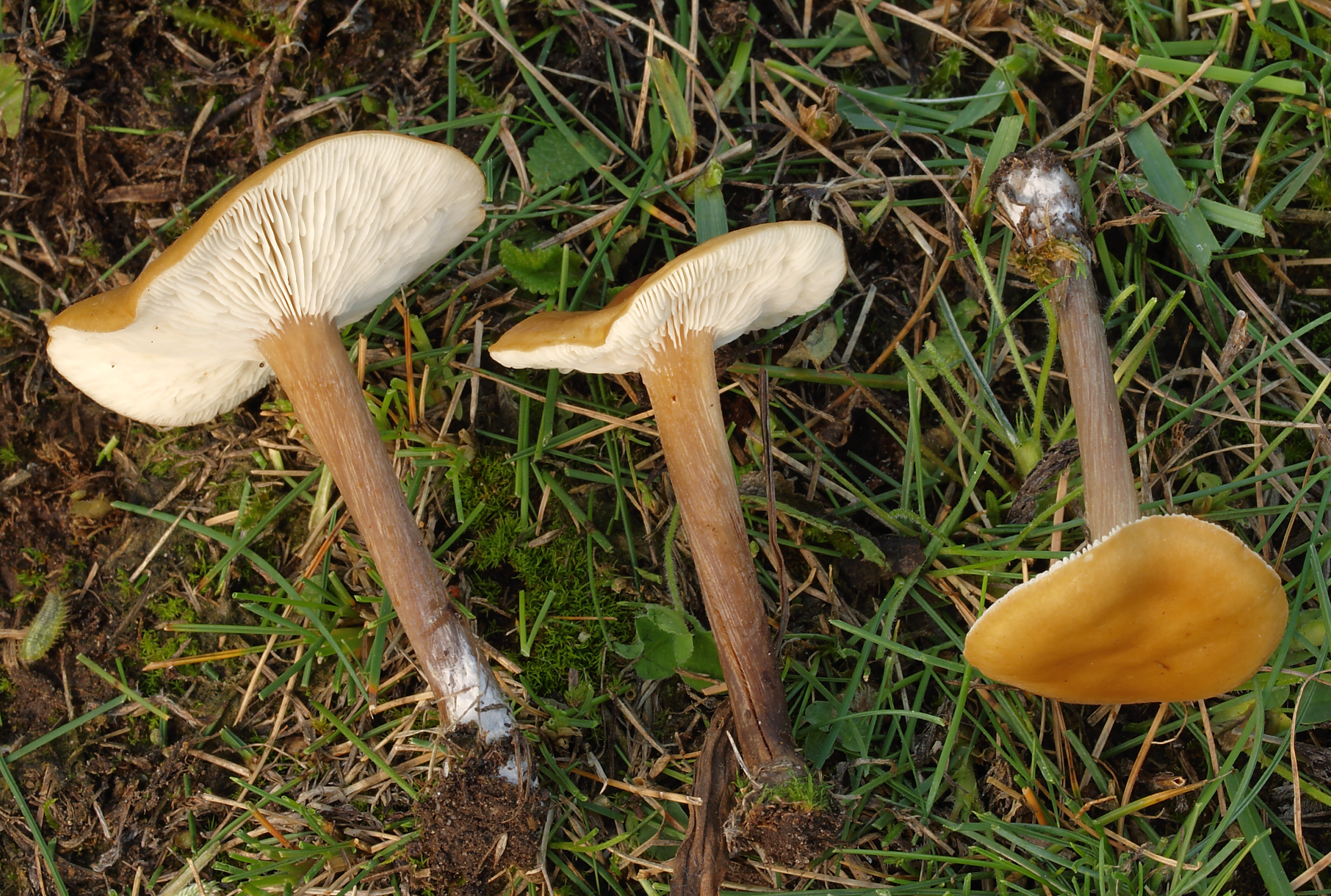
Melanoleuca leucophylloides
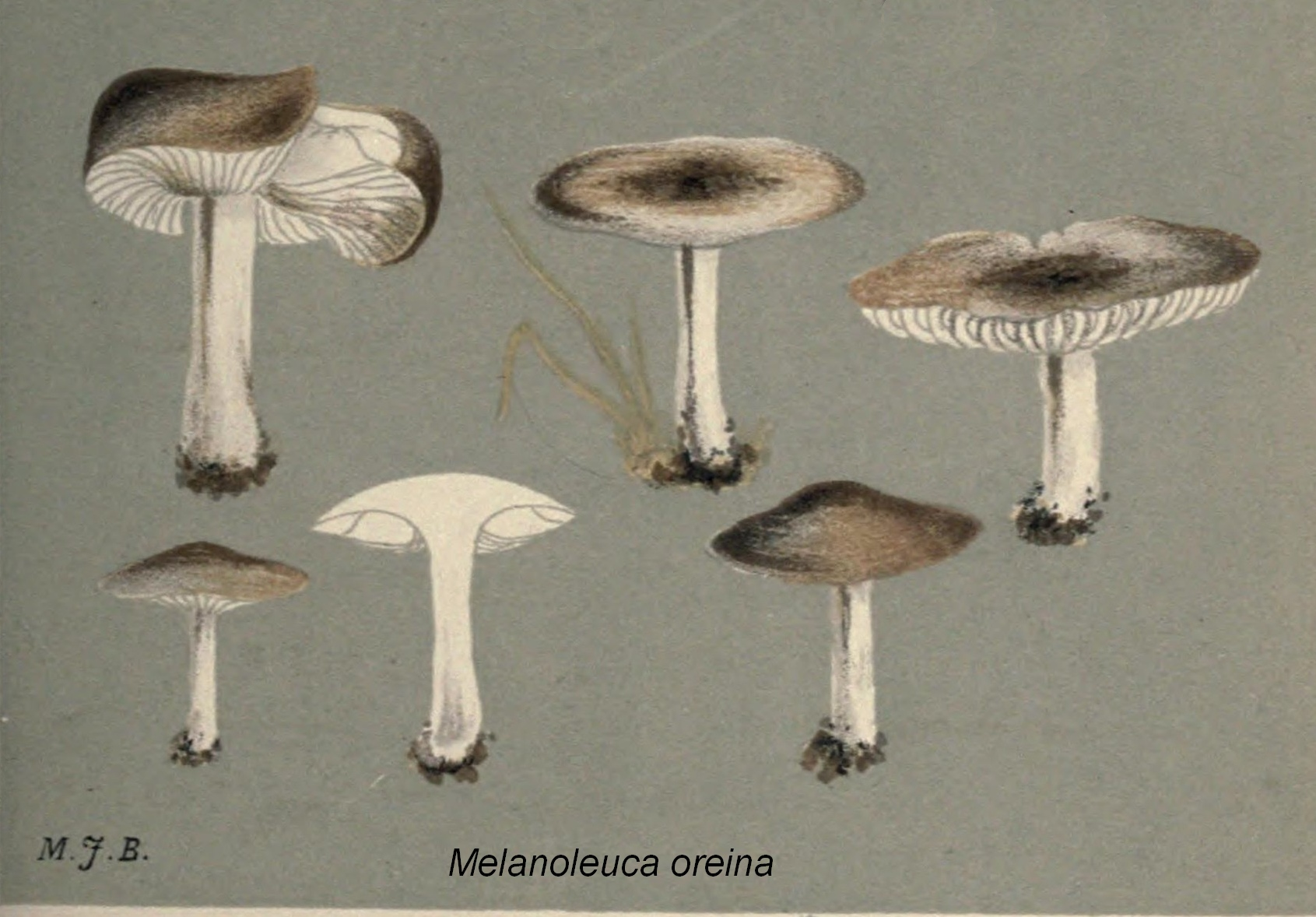
Melanoleuca oreina